# Upper End
Upper End är en by i Derbyshire i England. Byn är belägen 48,2 km 
från Derby. Orten har 651 invånare (2015).